# Schlierbach (Bad Endbach)
Schlierbach (mundartlich Schläijerbach) ist ein Dorf im Südwesten des Hessischen Hinterlandes und als solches ein Ortsteil der Gemeinde Bad Endbach im mittelhessischen Landkreis Marburg-Biedenkopf.

## Geografische Lage
Schlierbach liegt in der Südabdachung der Bottenhorner Hochflächen, in einem nach Süden offenen Talkessel, nördlich von Hartenrod – die Bebauungen gehen ineinander über –  im Gladenbacher Bergland (östlicher Ausläufer des Westerwaldes, der sich hier überschneidet mit dem Südausläufer des Rothaargebirges), in einer wechselhaften Mittelgebirgslandschaft zwischen den Städten Marburg und Herborn, also mitten im Hessischen Hinterland.
In der Gemarkung Schlierbach entspringt der Bach Salzböde. Der Ortsname ist aus dem gleichnamigen Schlierbach entstanden.

## Geschichte

### Ortsgeschichte
Die älteste bekannte schriftliche Erwähnung von Schlierbach erfolgte unter dem Namen Schlyrbach im Jahr 1318.
In einer auf den 1. September 1318 datierten Urkunde ist vermerkt: „Verkauf der Zehnten in Schlierbach, Steinberg, Hummertshausen und Friedensdorf, Gladenbach und Ammenhausen durch Giselbert, Kraft und Senandus von Werschhausen an Eberhard genannt Döring“. 
Die Statistisch-topographisch-historische Beschreibung des Großherzogthums Hessen berichtet 1830 über Schlierbach:

„Schlierbach (L. Bez. Gladenbach) evangel. Filialdorf; liegt in einer rauhen Gegend, 2 St. von Gladenbach, hat 22 Häuser und 158 evangelische Einwohner, die wohlhabend sind und die Strumpffabrikation sehr lebhaft betreiben. Der Ort gehörte im 15. Jahrhundert zum Gladenbacher Kirchengebiet.“

Im Zuge der Gebietsreform in Hessen wurde bis dahin selbständige Gemeinde Schlierbach zum 31. Dezember 1971 auf freiwilliger Basis in die Gemeinde Hartenrod eingegliedert, die am 1. Juli 1974 in der Gemeinde Bad Endbach aufging. Dadurch wurde Schlierbach ein Ortsteil von Bad Endbach.
Für alle ehemals eigenständigen Gemeinden von Bad Endbach wurden Ortsbezirke gebildet.

### Verwaltungsgeschichte im Überblick
Die folgende Liste zeigt die Staaten und Verwaltungseinheiten, denen Schlierbach angehört(e):
- ab 1336:Heiliges Römisches Reich, Landgrafschaft Hessen, nach Ende der Dernbacher Fehde und Friedensschluss mit Nassau, Gericht Gladenbach.
- vor 1567: Heiliges Römisches Reich, Landgrafschaft Hessen, Amt Blankenstein, Gericht Gladenbach.
- ab 1567: Heiliges Römisches Reich, Landgrafschaft Hessen-Marburg, Amt Blankenstein, Gericht Gladenbach[11]
- 1604–1648: strittig zwischen Hessen-Kassel und Hessen-Darmstadt (Hessenkrieg)
- ab 1604: Heiliges Römisches Reich, Landgrafschaft Hessen-Kassel, Amt Blankenstein
- ab 1627: Heiliges Römisches Reich, Landgrafschaft Hessen-Darmstadt, Oberfürstentum Hessen, Amt Blankenstein, Obergericht Gladenbach[12]
- ab 1806: Großherzogtum Hessen,[Anm. 2] Fürstentum Oberhessen, Amt Blankenstein, Land- und Rügengericht[13]
- ab 1815: Oberfürstentum Hessen, Provinz Oberhessen, Amt Blankenstein[14]
- ab 1821: Großherzogtum Hessen, Provinz Oberhessen, Landratsbezirk Gladenbach[Anm. 3]
- ab 1832: Großherzogtum Hessen, Provinz Oberhessen, Kreis Biedenkopf
- ab 1848: Großherzogtum Hessen, Regierungsbezirk Biedenkopf
- ab 1852: Großherzogtum Hessen, Provinz Oberhessen, Kreis Biedenkopf
- ab 1867: Norddeutscher Bund, Königreich Preußen,[Anm. 4] Provinz Hessen-Nassau, Regierungsbezirk Wiesbaden, Kreis Biedenkopf (übergangsweise Hinterlandkreis)[12]
- ab 1871: Deutsches Reich, Königreich Preußen, Provinz Hessen-Nassau, Regierungsbezirk Wiesbaden, Kreis Biedenkopf
- ab 1918: Deutsches Reich, Freistaat Preußen, Provinz Hessen-Nassau, Regierungsbezirk Wiesbaden, Kreis Biedenkopf
- ab 1932: Deutsches Reich, Freistaat Preußen, Provinz Hessen-Nassau, Regierungsbezirk Wiesbaden, Kreis Dillenburg
- ab 1933: Deutsches Reich, Freistaat Preußen, Provinz Hessen-Nassau, Regierungsbezirk Wiesbaden, Kreis Biedenkopf
- ab 1944: Deutsches Reich, Freistaat Preußen, Provinz Nassau, Landkreis Biedenkopf
- ab 1945: Deutsches Reich, Amerikanische Besatzungszone,[Anm. 5] Groß-Hessen, Regierungsbezirk Wiesbaden, Landkreis Biedenkopf
- ab 1946: Deutsches Reich, Amerikanische Besatzungszone, Hessen, Regierungsbezirk Wiesbaden, Landkreis Biedenkopf
- ab 1949: Bundesrepublik Deutschland, Hessen, Regierungsbezirk Wiesbaden, Landkreis Biedenkopf
- ab 1968: Bundesrepublik Deutschland, Hessen, Regierungsbezirk Darmstadt, Landkreis Biedenkopf
- ab 1972: Bundesrepublik Deutschland, Land Hessen, Regierungsbezirk Darmstadt, Landkreis Biedenkopf, Gemeinde Hartenrod
- ab 1974: Bundesrepublik Deutschland, Hessen, Regierungsbezirk Kassel, Landkreis Marburg-Biedenkopf, Gemeinde Bad Endbach
- ab 1981: Bundesrepublik Deutschland, Hessen, Regierungsbezirk Gießen, Landkreis Marburg-Biedenkopf, Gemeinde Bad Endbach

### Historische Sportstätten
- Alte Skisprungschanze + Mattenschanze (Dachsbergschanze)

Am Samstag, den 5. Oktober 1957 wurde in der Gaststätte Otto Plaum in Schlierbach der Ski-Club Hartenrod e. V. gegründet. Die Gründer waren 9 junge Männer, von denen keiner älter als 22 Jahre war. Hauptthema des Vereins war zu Beginn der Bau einer Skisprungschanze, auf der öffentliche und offizielle Springen und Wettkämpfe veranstaltet werden sollten. Im Frühjahr 1958 wurde mit den Arbeiten hierzu begonnen – es entstand die Hinterland-Schanze in dem Waldstück Meierkripp in Hartenrod (heute Gemeinde Bad Endbach). Im Februar 1959 erfolgte das Einweihungsspringen und der erste Schanzenrekord wurde mit 27 Metern gesetzt. Es folgten mehrere Pokalspringen und Bezirksmeisterschaft.
Als die Hinterlandschanze den Anforderungen nicht mehr genügte, wurde im Jahr 1963/1964 eine neue Schanze gebaut – die Dachsberg-Schanze. Hier konnten Sprünge an die 70 Meter erreicht werden. Auf der Dachsberg-Schanze wurden Pokalspringen, Bezirksmeisterschaften, Hessische Titelkämpfe und sogar Deutsche Meisterschaften ausgetragen. Über die Jahre wuchs eine sehr gute Mannschaft aus Langläufern und Skispringern zusammen, die bis hin zu Deutschen Meisterschaften um Titel kämpfte. Im Januar 1966 wurden die Weichen für eine Vier-Schanzen-Tournee Hartenrod–Hirzenhain–Rittershausen-Schönbach gestellt. Ein sportliches Ereignis, das in den darauffolgenden Jahren zum festen Bestand im Vereinsgeschehen wurde.
Um den Skispringern auch im Sommer eine Trainingsmöglichkeit zu bieten, wurde 1975 auf dem Dachsberg in Schlierbach, neben der bisherigen Schanze, die damals größte Mattenschanze in Hessen gebaut. Der Konstruktionspunkt war bei 45 und der Schanzenrekord lag bei 44 Meter. Am 21. September 1975 wurde die fertiggestellte Mattenschanze vor über 2000 Zuschauern und Teilnehmern vom Hessischen Skiverband, Westdeutschen Skiverband und Bayerischen Skiverband offiziell eingeweiht.
Bis 1988/89 wurden die Schanzen genutzt. Heute betreibt der SC Hartenrod noch alpinen Skisport am eigenen Skihang und pflegt die Langlaufloipen für die nordischen Skisportfreunde.
- Fußballplatz des 1. FC Schlierbach (Cosmos)
- In der heutigen Zeit wird der Platz noch von verschiedenen Gruppen als Kleinfeld genutzt. Unter anderem trainiert dort das Dream Team Hartenrod. Da es in Schlierbach als einzigen Sportverein den Schützenverein gibt, gehen die Kinder und Jugendlichen in den Nachbarort nach Hartenrod, um dort bei den beiden ortsansässigen Vereinen SV Rot-Weiss Hartenrod und TV Hartenrod Sport zu treiben. Dort wird u. a. auf der Sportanlage bei der Schule Fußball, Leichtathletik, Turnen und Volleyball angeboten.

## Industrie
Am Ortseingang befindet sich das alte Sägewerk Plaum. Dies wurde inzwischen von einer Schreinerei übernommen, die sich auf den Innenausbau von Caravans spezialisiert hat. Am oberen Ende in Nord-Westlicher Richtung befindet sich das Industriegebiet. In den späten 80er Jahren befand sich dort ein Metallbau (Gewächshausbau), eine Farbenfabrik (Gebr. Hermann) sowie ein Transportunternehmen. Ende der 1990er wurde im ehemaligen Gebäude der Gebr. Hermann der Schlierbacher Baumarkt eröffnet sowie der Farbenmarkt "mach Reibach". In der Zwischenzeit wurden die Gebäude teilweise abgerissen und durch eine Lagerhalle eines ortsansässigen Bagger und Abrissbetriebs ersetzt. Zudem entstand am Rande des Gebiets die Firma Otto Technology. Unter dem Namen Moby-Softbaits werden zudem Angelköder und Hundespielsachen in Schlierbach hergestellt, die frei von toxischen Weichmachern sind und sich dadurch sich zu einem der Marktführer in dem Bereich entwickelt haben. 

## Bevölkerung

### Einwohnerstruktur 2011
Nach den Erhebungen des Zensus 2011 lebten am Stichtag dem 9. Mai 2011 in Schlierbach 390 Einwohner. Darunter waren 3 (0,8 %) Ausländer. Nach dem Lebensalter waren 63 Einwohner unter 18 Jahren, 156 zwischen 18 und 49, 69 zwischen 50 und 64 und 102 Einwohner waren älter. Die Einwohner lebten in 153 Haushalten. Davon waren 36 Singlehaushalte, 45 Paare ohne Kinder und 60 Paare mit Kindern, sowie 12 Alleinerziehende und keine Wohngemeinschaften. In 33 Haushalten lebten ausschließlich Senioren und in 87 Haushaltungen lebten keine Senioren.

### Einwohnerentwicklung
| Quelle: Historisches Ortslexikon |                                                                          |
| • 1502:                          | 009 Männer                                                               |
| • 1577:                          | 012 Hausgesesse                                                          |
| • 1630:                          | 013 Untertanen; 8 zweispännige, 3 einspännige Ackerleute, 2 Einläuftige. |
| • 1742:                          | 021 Haushalte                                                            |
| • 1791:                          | 117 Einwohner                                                            |
| • 1800:                          | 113 Einwohner                                                            |
| • 1806:                          | 130 Einwohner, 15 Häuser                                                 |
| • 1829:                          | 158 Einwohner, 22 Häuser                                                 |

| Schlierbach: Einwohnerzahlen von 191 bis 2011 | Schlierbach: Einwohnerzahlen von 191 bis 2011 | Schlierbach: Einwohnerzahlen von 191 bis 2011 | Schlierbach: Einwohnerzahlen von 191 bis 2011 | Schlierbach: Einwohnerzahlen von 191 bis 2011 |
| --- | --------------------------------------------- | --------------------------------------------- | --------------------------------------------- | --------------------------------------------- |
| Jahr |                                               |                                               |                                               | Einwohner                                     |
| 191 | 191                                           |                                               | 117                                           | 117                                           |
| 1800 | 1800                                          |                                               | 130                                           | 130                                           |
| 1806 | 1806                                          |                                               | 130                                           | 130                                           |
| 1829 | 1829                                          |                                               | 158                                           | 158                                           |
| 1834 | 1834                                          |                                               | 154                                           | 154                                           |
| 1840 | 1840                                          |                                               | 154                                           | 154                                           |
| 1846 | 1846                                          |                                               | 163                                           | 163                                           |
| 1852 | 1852                                          |                                               | 170                                           | 170                                           |
| 1858 | 1858                                          |                                               | 195                                           | 195                                           |
| 1864 | 1864                                          |                                               | 182                                           | 182                                           |
| 1871 | 1871                                          |                                               | 177                                           | 177                                           |
| 1875 | 1875                                          |                                               | 179                                           | 179                                           |
| 1885 | 1885                                          |                                               | 157                                           | 157                                           |
| 1895 | 1895                                          |                                               | 183                                           | 183                                           |
| 1905 | 1905                                          |                                               | 220                                           | 220                                           |
| 1910 | 1910                                          |                                               | 244                                           | 244                                           |
| 1925 | 1925                                          |                                               | 278                                           | 278                                           |
| 1939 | 1939                                          |                                               | 328                                           | 328                                           |
| 1946 | 1946                                          |                                               | 483                                           | 483                                           |
| 1950 | 1950                                          |                                               | 416                                           | 416                                           |
| 1956 | 1956                                          |                                               | 378                                           | 378                                           |
| 1961 | 1961                                          |                                               | 376                                           | 376                                           |
| 1967 | 1967                                          |                                               | 440                                           | 440                                           |
| 1980 | 1980                                          |                                               | ?                                             | ?                                             |
| 1990 | 1990                                          |                                               | ?                                             | ?                                             |
| 2000 | 2000                                          |                                               | ?                                             | ?                                             |
| 2011 | 2011                                          |                                               | 390                                           | 390                                           |
| Datenquelle: Historisches Gemeindeverzeichnis für Hessen: Die Bevölkerung der Gemeinden 1834 bis 1967. Wiesbaden: Hessisches Statistisches Landesamt, 1968. Weitere Quellen: LAGIS; Zensus 2011 |                                               |                                               |                                               |                                               |

### Historische Religionszugehörigkeit
| Quelle: Historisches Ortslexikon |                                                                   |
| • 1829:                          | 158 evangelische (= 100 %) Einwohner                              |
| • 1885:                          | 157 evangelische (= 100 %) Einwohner                              |
| • 1961:                          | 325 evangelische (= 86,44 %), 22 katholische (= 5,85 %) Einwohner |

### Historische Erwerbstätigkeit
| • 1867: | Erwerbspersonen: 59 Landwirtschaft, 1 Forstwirtschaft, 4 Gewerbe und Industrie, 2 Verkehr.                                          |
| • 1961: | Erwerbspersonen: 60 Land- und Forstwirtschaft, 97 produzierendes Gewerbe, 18 Handel und Verkehr, 17 Dienstleistungen und Sonstiges. |

### Vereine/Gemeinschaften
- Schützenverein Schlierbach

- Heimatverein Schlierbach

- IG Backhausfreunde

- Burschenschaft Schlierbach / Altburschen Schlierbach

## Politik

### Ortsbeirat
Für Schlierbach besteht ein Ortsbezirk (Gebiete der ehemaligen Gemeinde Schlierbach) mit Ortsbeirat und Ortsvorsteher nach der Hessischen Gemeindeordnung.
Der Ortsbeirat besteht aus drei Mitgliedern. Bei den Kommunalwahlen in Hessen 2021 betrug die Wahlbeteiligung zum Ortsbeirat 57,43 %. Alle Kandidaten gehörten der „Gemeinschaftsliste Schlierbach“ an. Der Ortsbeirat wählte Michael Otto zum Ortsvorsteher.

### Wappen
Am 4. November 1957 genehmigte der Hessische Minister des Innern das Wappen mit folgender Beschreibung:
| Wappen von Schlierbach | Blasonierung: „In Grün eine S-förmige silberne Bachschlinge“ |
| Wappen von Schlierbach |                                                              |

## Persönlichkeiten
Söhne und Töchter des Ortes 
- Egon Vaupel (* 1950), Oberbürgermeister der Stadt Marburg